# Пайо Энрикес де Рибера
Пайо Энри́кес де Рибе́ра-и-Манри́ке, OSA (исп. Payo Enríquez de Rivera y Manrique; 1612, Севилья — 8 апреля 1684, Амавида) — испанский монах-августинец, епископ Гватемалы (1657—67), архиепископ Мехико (1668—81) и вице-король Новой Испании (1673—80).

## Биография
Пайо был внебрачным сыном вице-короля Каталонии Фернандо Афан де Рибера и Леонор Манрике. Родился в 1612 в в Севилье. В 1628 году в возрасте 16 лет поступил в августинский орден Сан-Фелипе-эль-Реаль в Мадриде. Вначале учился в Саламанке, закончил университет Осуны (Севилья). Читал лекции по философии и теологии в городах Бургос, Вальядолид и Алькала-де-Энарес.
9 июля 1657 года Папа Александр VII назначил Пайо де Риберу епископом Гватемалы в вице-королевстве Новая Испания. Рукоположен на новую должность был по дороге в Гватемалу в городе Каракас местным епископом. В январе 1668 года Папа Климент IX перевел Пайо Энрикеса в епархию Вальядолид-де-Мичоакан. Он покинул Гватемалу 4 февраля 1668 года, но по пути получил известие о назначении в архиепископом Мехико. В этот период Пайо де Рибера познакомился с сестрой Хуаной де ла Крус, монахиней-иеронимитом, поэтессой, знаковой фигурой литературы колониальной Мексики. Он поощрял её писательскую деятельность и оказывал покровительство.
3 декабря 1673 года, после смерти вице-короля Педро Нуньо Колон де Португал, Пайо Энрикес стал вице-королем в соответствии с инструкциями королевы Испании Марианны Австрийской. На посту вице-короля у Риберы было много проектов как в самом Мехико, так и в его окрестностях. Он обновил дворец вице-короля, продолжил работу над осушением болот долины Мехико. При нём было построено много мостов в окрестностях Мехико, началась (1676 год) реконструкция церкви Сан-Августин (спустя 13 лет после пожара), была проведена питьевая вода в городе Вилья-де-Гваделупа, отремонтирована дорога на Гваделупу.
Так же ему приходилось заниматься усмирением восстаний индейцев пуэбло. В то же время он поддерживал действие королевского запрета на обращение индейцев в рабство.
По указанию короля, Пайо Энрикес организовал отправку иезуитов в Калифорнию для основания миссий и крещения индейцев. Более того, духовные и светские государственные обязанности не помешали ему написанию книг по теологии, своей любимой науки:
- Aclamación por el principio santo y Concepción Inmaculada de María.
- Tratado en que se defienden nueve proposiciones de la V. M. Ana de la Cruz. 1679.

В 1667 году, на месте монашеской миссии, Пайо Энрикес основал город Пасо-дель-Норте. Он имел выгодное положение на реке Рио-Гранде (Рио-Браво-дель-Норте) к югу от Эль-Пасо и на пути в Альбукерке. В том же году на берегу Тихого океана в порту Сиуатанехо были обнаружены большие колонии устриц. Он помогал Вифлеемскому Ордену из Гватемалы. При Пайо де Рибера, 6 июня 1675 года, Монетный двор Мехико отчеканил свои первые золотые монеты.
Энрикес де Рибера реформировал Армаду де Барловенто (объединение флотов из 50 кораблей), защитив побережье Мексиканского залива от пиратов и англичан (пираты разграбили Кампече 22 сентября 1678 г.). Благодаря его усилиям англичане были изгнаны из долины реки Коацакоалькос и лагуны Терминос (залив Кампече)
.
Перегруженный своими двойными обязанностями (архиепархия и вице-королевство), Пайо Энрикес де Рибера-и-Манрике подал в отставку с оба поста. Он распределил деньги, которыми владел, между благотворительными учреждениями, и пожертвовал свою библиотеку ораторианской церкви Сан-Фелипе Нери.
30 июня 1681 года Пайо покинул Мехико и прибыл в Кадис 5 ноября. В Испании он получил почётное назначение епископом Куэнки (епархия Куэнки) и ежегодное жалование четыре тысячи дукатов. Так же Иннокентий XI оставил ему право носить архиепископский плащ. Но через пять месяцев де Рибера оставил епископскую кафедру. Он уединился в монастыре Нуэстра Сеньора дель Риско недалеко от города Амавида, где прожил два года вплоть до своей смерти 8 апреля 1684 года..